# Aeropuerto Internacional de Ovda
El Aeropuerto Internacional de Ovda (en hebreo: נמל התעופה עובדה, Namal HaTe'ufa Ovda, también transliterado como Uvda) (IATA:VDA, ICAO:LLOV), es el segundo aeropuerto internacional de Israel, por detrás del Aeropuerto Internacional Ben Gurión de Tel Aviv.  Está situado en el sur del país, a 60 km (40 millas) al norte de la ciudad de Eilat. Ovda fue construido originalmente como un aeropuerto de uso militar en el año 1980, a consecuencia de la retirada de la Península del Sinaí como parte del Tratado de Paz israelo-egipcio dado que la Fuerza Aérea Israelí necesitaba de bases aéreas alternativas a las bases del Sinaí. En la actualidad, el aeropuerto también da servicio como destino para numerosos vuelos con destino a Eilat, especialmente para las aeronaves más grandes que no pueden emplear la pista de aterrizaje más corta del Aeropuerto de Eilat. Se espera que las operaciones civiles dejen el aeropuerto en el año 2010, cuando el nuevo aeropuerto internacional de Eilat entre en funcionamiento.

## Historia

### Los primeros años
El aeropuerto de Ovda empezó a funcionar como una base aérea de la Fuerza Aérea Israelí en 1981, construida por los Estados Unidos como reemplazo de la Base Aérea de Etzion. La Israel Airports Authority empezó las operaciones civiles desde Ovda en 1982, tras la firma del tratado de paz con Egipto. Anteriormente, todos los vuelos chárter procedentes de Europa aterrizaban en Etzion, sin embargo este fue uno de los tres aeropuertos en el Sinaí que fueron devueltos a Egipto como resultado de los Acuerdos de Camp David.

### Historia reciente
En 1988 se tomó la decisión de los vuelos internacionales que trajesen turistas a Eilat pudiesen aterrizar en Ovda en lugar de Eilat. Esta decisión permitió operar a grandes aeronaves, como el Boeing 747, que no podía aterrizar en el Aeropuerto de Eilat. en la actualidad, la mayoría de los vuelos internacionales aterrizan en el nuevo Aeropuerto Internacional Ramon, ya que Ovda solo funciona como base aérea.

## Estadísticas
Ver fuente y consulta Wikidata.